# Yehoshua Hershkowitz
Yehoshua Tzvi Hershkowitz (1925, Hongrie - 25 décembre 2017, Brooklyn, New York) est un juif américain d'origine hongroise, ancien déporté de Dachau, qui refait sa vie aux États-Unis, travaille modestement à la Poste, à New York, qui décide de subvenir aux besoins d'autres juifs, et commence à distribuer des aliments pour le Chabbat et les jours de fêtes. Son initiative inspire la création, à travers le monde, de l'organisation bénévole, Tomche Shabbos, qui remplit ce rôle, chaque semaine.

## Éléments biographiques
Yehoshua Hershkowitz est né en 1925 dans un village en Hongrie,. 

### Seconde Guerre mondiale
Après l'occupation de la Hongrie, par l'Allemagne nazie en 1944, il est déporté au camp de concentration de  Dachau, près de Munich. Il est libéré par les Alliés en 1945. Une grande partie de sa famille a été exterminée.

### New York
Il immigre aux États-Unis et s'installe à Borough Park, Brooklyn, à New York, qui a une importante communauté hassidique. Il trouve un travail comme employé des Postes.

### Tomche Shabbos
Durant la guerre, Yehoshua Hershkowitz a connu la faim. Il s'en souvient.
Quand il apprend qu'un voisin n'a pas les moyens de se payer de la nourriture adéquate, il se dit, il doit y avoir d'autres personnes, dans la même condition. Il décide d'agir. Il fonde en 1975, dans sa cuisine, une organisation qu'il appelle Tomche Shabbos (Ceux qui subviennent au Chabbat).
Avec des amis, il prépare les aliments traditionnels du Shabbat et livre, dans l'anonymat, les paquets chez ceux qui en ont besoin.
Le mouvement prend de l'ampleur. D'abord, dans son quartier, puis avec la création d'autres Tomchei Shabbos, indépendants, mais inspirés par l'organisation de Yehoshua Hershkowitz, à travers les États-Unis, puis à travers le monde: à Los Angeles, à Toronto, à Washington, à Phoenix, à Miami, à Anvers, Londres, en Israël.

### Famille
Yehoshua Hershkowitz épouse à Brooklyn Sarah Bracha Pinkcez, réfugiée d'Europe en Amérique du Sud. Elle décède en 2007. Ils ont trois fils: Chaim, David et Moshe et trois filles: Charna Strk, Udy Paskez et Esther Chaya Stein.

### mort
Yehoshua Hershkowitz est mort à Brooklyn, New York, le 25 décembre 2017 et enterré dans la section des Hassidim de Satmar au cimetière juif Washington
 de Deans, New Jersey,,.